# 1974 au Québec
Cet article traite des événements survenus en 1974 au Québec. 

## Événements

### Janvier
- 9 janvier : début d'une grève à la United Aircraft de Longueuil, qui durera plus d'un an et sera l'une des plus dures de l'histoire du syndicalisme québécois. La compagnie refuse la formule Rand, et ses hausses salariales sont jugées insuffisantes par les grévistes[1].
- 12 janvier : Jacques Francœur achète Le Soleil. Le coût est de 18 millions de dollars[2].
- 17 janvier : Québec annonce qu'il achètera l'île d'Anticosti à la Consolidated Bathurst pour un coût devant varier entre 17 et 30 millions de dollars[3].
- 25 janvier : Québec offre 100 millions de dollars aux autochtones de la Baie James en échange de l'acceptation du projet de harnachement de la rivière La Grande. Quelques jours plus tard, les autochtones refusent ces offres monétaires[4].

### Février
- 8 février : annonce que le député libéral Guy Leduc aurait eu des relations avec le crime organisé[5].
- 28 février : parution du quotidien indépendantiste Le Jour, administré par Yves Michaud et en grande partie subventionné par le Parti québécois[6].

### Mars
- 14 mars : ouverture de la deuxième session de la 30e législature. Le discours du Trône annonce un nouveau projet de loi régissant la langue[7].
- 20 mars : débrayage des 900 ouvriers du chantier de LG-2 à la Baie James[8].
- 21 mars : des désordres, causés par les tensions entre les syndiqués de la FTQ et ceux de la CSN, ont lieu sur les chantiers de la Baie James[9].
- 22 mars : des ouvriers saccagent le chantier de LG-2, faisant pour plus de 35 millions de dollars de dégâts[10].
- 26 mars : le gouvernement Bourassa annonce qu'il créera une commission d'enquête sur l'exercice des libertés syndicales sur les chantiers de construction[11].
- 28 mars : le budget Garneau annonce des dépenses de plus de 6 milliards de dollars pour 1974-1975[12].
- 30 mars : Maurice Bellemare devient chef intérimaire de l'Union nationale[13].

### Avril
- 18 avril : annonce que Robert Cliche, Brian Mulroney et Guy Chevrette présideront la Commission devant enquêter sur les pratiques syndicales dans les chantiers de construction[14].
- 30 avril : CSN, FTQ et CEQ relancent le Front commun et demandent des augmentations de salaires substantielles pour les employés du secteur public[15].

### Mai
- 1er mai : le salaire minimum au Québec est porté à 2,10 dollars l'heure[16].
- 8 mai : les travaux reprennent sous la protection de la SQ à LG-2[17].
- 21 mai : François Cloutier dépose le projet de loi 22 faisant du français la langue officielle du Québec. Le chapitre controversé sur l'éducation annonce l'imposition aux écoliers des tests d'aptitude à recevoir leur enseignement dans l'une ou l'autre langue. Les députés libéraux John Ciaccia, George Springate et Kenneth Fraser ainsi que les six députés péquistes s'abstiennent de voter lors de la première lecture[18].
- 30 mai : la communauté italienne du Québec s'oppose au projet de loi 22, qu'elle juge « ségrégationniste, dictatoriale et susceptible de favoriser l'immigration anglaise aux dépens des autres groupes ethniques »[19].

### Juin
- 1er juin : quatorze personnes âgées sont tuées et trente autres blessées lorsque l'autobus qui les transportait plonge dans un ravin en ratant une courbe dans la côte des Éboulements menant à Saint-Joseph-de-la-Rive, dans Charlevoix[20].
- 11 juin : début des audiences parlementaires sur la loi 22[21].
- 26 juin : Robert Burns accuse le député libéral Jean-Claude Boutin d'avoir agi illégalement comme procureur du gouvernement et d'avoir retiré des honoraires alors qu'il était député de Johnson, ce que la loi lui interdisait[22].
- 28 juin : Jean Drapeau fait adopter un projet de Village olympique permanent[23].
- 29 juin : la Corporation des enseignants du Québec devient la Centrale de l'enseignement du Québec (CEQ)[24].
- 30 juin : René Simard remporte le premier prix au Festival international de Tokyo. C'est Frank Sinatra qui lui remet son trophée[25].

### Juillet
- 8 juillet : Pierre Trudeau et le PLC remportent les élections générales fédérales et formeront un gouvernement majoritaire. Au Québec, le score est de 60 libéraux (54 % du vote), 3 conservateurs (21 % du vote) et 11 créditistes (17 % du vote)[26].
- 25 juillet : Jean-Claude Boutin démissionne. Des élections partielles sont annoncées dans le comté de Johnson pour le 28 août[22].
- 25 juillet : Henry Morgentaler est condamné par la Cour d'appel à 18 mois d'emprisonnement pour pratique illégale d'avortements[27].
- 30 juillet : la loi 22 est adoptée[28].

### Août
- 13 août : Pierre Trudeau et Robert Bourassa inaugurent la Superfrancofête de Québec. 25 pays participent au premier festival international de la jeunesse francophone. Le premier spectacle est donné conjointement par Félix Leclerc, Gilles Vigneault et Robert Charlebois. Plus tard, un album intitulé J'ai vu le Loup, le Renard, le Lion commémorera ce spectacle[29].
- 25 août : la Superfrancofête se termine et est un succès total, avec 200 000 entrées et un budget non dépassé de 3 millions de dollars[30].
- 28 août : Maurice Bellemare remporte l'élection partielle de Johnson, permettant à l'Union nationale de revenir à l'Assemblée nationale[22].

### Septembre
- 5 septembre : une manifestation de 5 000 personnes à Montréal, organisée par le Front commun, demande la réouverture des conventions collectives et l'indexation des salaires à la hausse du coût de la vie[31].
- 16 septembre : début des audiences publiques de la Commission Cliche. Lucien Bouchard en est le principal procureur[32].
- 27 septembre : première du film Les Ordres de Michel Brault[33].

### Octobre
- 19 octobre : 15 000 personnes manifestent contre la loi 22 à Québec. Il n'y a pas d'anicroche malgré la soirée-bénéfice du Parti libéral donnée au Grand Théâtre[34].
- 23 octobre - deux criminels qualifiés de très dangereux, Jean-Paul Mercier et Richard Blass, s'évadent du pénitencier Saint-Vincent-de-Paul à Laval[35].
- 29 octobre : Jérôme Choquette dépose à l'Assemblée nationale un projet de Charte québécoise des droits de la personne, qui prévoit entre autres l'établissement d'une commission des droits de la personne munie de vastes pouvoirs d'enquête[22].
- 31 octobre - Le criminel et ancien complice de Jacques Mesrine, Jean-Paul Mercier, est abattu par la police lors d'une attaque de banque ratée de Montréal[36].
- 31 octobre - 1er novembre : 25 foyers d'incendie dans l'est de Montréal, que les pompiers refusent de combattre à cause d'une grève, provoquent la destruction de 75 bâtiments. C'est le week-end rouge[37].

### Novembre
- 10 novembre : Jean Drapeau est réélu à la mairie de Montréal, mais le Rassemblement des citoyens de Montréal (RCM) de Jacques Couture a recueilli 40 % des suffrages et 18 candidats élus contre 34 pour le Parti civique[38].
- 17 novembre : à son cinquième congrès, le Parti québécois décide d'inscrire dans son programme un référendum comme préalable à l'objectif de souveraineté du Québec. Cette formule, proposée par Claude Morin, prendra bientôt le nom d'étapisme[39].
- 28 novembre : un budget supplémentaire de 411 millions de dollars porte les dépenses gouvernementales à 6,6 milliards de dollars[40].

### Décembre
- 5 décembre : Québec annonce son intention de nationaliser la traverse Matane-Godbout[41].
- 11 décembre : Jean Dutil est nommé président de la CÉCO[42].
- 15 décembre : Québec achète l'île d'Anticosti pour 23 780 000 dollars afin d'empêcher sa vente au gouvernement fédéral[43].
- 17 décembre : un premier rapport de la CECO innocente Pierre Laporte de l'accusation de liens qu'il aurait eus avec la pègre mais blâme ses organisateurs politiques pour leurs relations avec le crime organisé. Le député Guy Leduc est blâmé pour les mêmes raisons[44].
- 20 décembre : annonce que les Jeux olympiques coûteront 653 millions de dollars et que le déficit sera de 203 millions de dollars. Les premières prévisions, en 1971-1972, donnaient 310 millions de dollars et aucun déficit[45].
- 28 décembre : la session est prorogée[46].

## Naissances
- Maryse Cartwright (actrice)
- Patrice Robitaille (acteur et scénariste)
- 1er janvier - Chantal Soucy (femme politique)
- 19 janvier - Ian Laperrière (joueur et entraineur de hockey)
- 23 janvier - Joël Bouchard (joueur, entraineur et analyste de hockey)
- 27 janvier - Véronyque Tremblay (journaliste et femme politique)
- 31 janvier - Dominique Anglade (femme politique)
- 15 février - Martin Gendron (joueur de hockey)
- 28 février - Jean-Sébastien Lamoureux (avocat et homme politique)
- 14 mars - Patrick Traverse (joueur de hockey)
- 15 avril - Hélène Bourgeois Leclerc (actrice)
- 22 avril - Pierre-Claude Drouin (joueur de hockey)
- 6 mai - Pierre-François Legendre (acteur)
- 17 mai - Filomena Rotiroti (femme politique)
- 21 mai - Sylvain Blouin (joueur de hockey)
- 28 mai - Patrick Groulx (animateur de radio, humoriste et musicien)
- 8 juin - Maxim Gaudette (acteur)
- 14 juin - Valérie Plante (mairesse de Montréal)
- 17 juin - Jean-François Roberge (enseignant et homme politique)
- Juillet - Caroline Simard (femme politique)
- 7 juillet - Patrick Lalime (joueur et analyste de hockey)
- 31 octobre - Fanny Lauzier (actrice)
- 22 novembre - David Pelletier (patineur artistique)
- 25 novembre - David Cadieux (boxeur).
- 28 novembre
  - - Olivier Visentin (acteur)
  - - France-Élaine Duranceau (comptable et femme politique)
- 16 décembre - Gerry Sklavounos (homme politique)
- 31 décembre - Véronique Cloutier (animatrice)

## Décès
- 7 janvier - Louis-Philippe Paré, (enseignant de la région de Châteauguay) (º 1896)
- 13 janvier - Raoul Jobin (ténor) (º 8 avril 1906)
- 19 janvier - Paul Desmarteaux (acteur) (º 23 juin 1905)
- 2 février - Irénée Vautrin (homme politique) (º 21 décembre 1888)
- 5 mars - John Samuel Bourque (homme politique) (º 8 septembre 1894)
- 7 avril - Vincent Brassard (homme politique) (º 10 décembre 1919)
- 4 mai - Saint-Georges Côté (annonceur radio) ( 1918)
- 7 août - Sylvio Mantha (joueur et entraineur de hockey)  (º 14 avril 1902)
- 17 septembre - Félix Allard (homme politique) (º 25 octobre 1897)
- 31 octobre - Jean-Paul Mercier (criminel) (º 6 juin 1944)

## Sources et références
1. ↑  Bilan du Siècle
2. ↑  Louis La Rochelle. En flagrant délit de pouvoir. Boréal. 1982. p. 190.
3. ↑  Jean Cournoyer. La Mémoire du Québec. Stanké. 201. p. 895.
4. ↑  François Barbeau, Québec offre $ 100 millions aux Indiens, Le Devoir, p 1, 2
5. ↑  Pierre Dupont. 15 novembre 76. Quinze. Montréal. 1976. p. 12.
6. ↑  En flagrant délit de pouvoir', p. 191.
7. ↑  En flagrant délit de pouvoir, p. 191.
8. ↑  Bref débrayage de 900 ouvriers à un chantier de la Baie James, Le Devoir, 21 mars 1974
9. ↑  Bilan du Siècle : saccage à la Baie James
10. ↑  Pierre O'Neil, LG-2 est saccagé et mis à feu, Le Devoir, 22 mars 1974, p. 1. 6
11. ↑  Gilles Lesage, L'enquête royale portera sur la liberté syndicale, Le Devoir, 26 mars 1974, p, 1, 6
12. ↑  En flagrant délit de pouvoir', p. 192.
13. ↑  Gilles Lesage, Bellemare sera-t-il le Jean XXIII de l'UN?, Le Devoir, 30 mars 1974, p. 1, 2
14. ↑  Bilan du Siècle : la commission Cliche
15. ↑  Gilles Francoeur, Le Font commun réclame $ 1003. 87, Le Devoir, 1er mai 1974, p. 1, 6
16. ↑  Les étudiants gagneront au moins le salaire minimum, Le Soleil, p. 59
17. ↑  Jean V. Dufresne, Le travail reprend à LG-2 sous la protection de la SQ, Le Devoir, p. 1, 6
18. ↑  Loi 22 de 1974
19. ↑  Jacques Dumais, Le bill 22 hante l'Assemblée nationale, Le Soleil, p. 7
20. ↑  Bilan du Siècle
21. ↑  Gilles Lesage, ,Intraitable sur les principes mais souple sur les modalités, Le Devoir, 12 juin 1974, p. 1, 6
22. 1 2 3 4  « Chronologie parlementaire 1973-1974 » (consulté le 6 mai 2009).
23. ↑  Bernard Descôteaux, Ottawa financera 90 % un Village olympique permanent, Le Devoir, 29 juin 1974, p. 1, 6
24. ↑  Bilan du Siècle
25. ↑  Bilan du Siècle
26. ↑  Élection fédérale canadienne de 1974
27. ↑  Bilan du Siècle
28. ↑  Grand Québec: Ligne du temps 1974
29. ↑  Bilan du Siècle : la Superfrancofête
30. ↑  Idem.
31. ↑  La grande marche de l'indexation, Le Devoir, 6 septembre 1974, p. 1, 6
32. ↑  En flagrant délit de pouvoir, p. 197.
33. ↑  Bilan du Siècle
34. ↑  Gilles Lesage, Ils étaient 15, 000 au rendez-vous contre la loi 22, Le Devoir, 21 octobre 1974, p. 1, 6
35. ↑  L'increvable desperado dans la Collection Meurtre, éditions Malcolm
36. ↑  Biographie de Jean-Paul Mercier
37. ↑  Grand Québec : le week-end rouge de 1974
38. ↑  Bernard Descôteaux, Le RCM remporte 18 sièges, Le Devoir, 11 novembre 1974, p. 1, 2
39. ↑  Pierre Godin. René Lévesque, tome 2. Boréal. 1997. p. 648.
40. ↑  Budget supplémentaire: Près de 25 % de plus pour les agriculteurs, Le Devoir, 29 novembre 1974, p. 1, 2
41. ↑  La Traverse Matane-Godbout nationalisée, Le Devoir, 6 décembre 1974, p. 3
42. ↑  Me Dutil sera nommé président de la CECO, Le Devoir, 11 décembre 1974, p. 1, 6
43. ↑  Jean Cournoyer, La mémoire du Québec, 2001 [détail de l’édition], p. 895..
44. ↑  Jean-Pierre Charbonneau, « La CECO exonère Pierre Laporte », Le Devoir,‎ 16 décembre 1974, p. 1.
45. ↑  Bernard Descoteaux, « JO: déficit de $200 millions?; Les coûts atteindront $653 millions à moins de coupures », Le Devoir,‎ 20 décembre 1974, p. 1.
46. ↑  Chronologie parlementaire 1973-1974